# Mamma non lo sa
Mamma non lo sa è un brano musicale degli Almamegretta, pubblicato come singolo e presentato nel 2013 al Festival di Sanremo, dove si è classificato al 14º posto.

## Tracce
1. Mamma non lo sa

## Classifiche
| Classifica (2013) | Posizione |
| ----------------- | --------- |
| Italia            | 78        |